# Klotar I.
Klotar I. (francosko Clotaire Ier, nemško Chlothar I) je bil frankovski kralj, ki je celemu Frankovskemu kraljestvu vladal od leta 558 do 561, * 497, † 29. november 561, Compiègne.

## Življenje
Klotarjev oče kralj Klodvik I. je skladno s salijsko tradicijo Frankovsko kraljestvo po smrti razdelil med svoje štiri sinove. Klotarju je leta 511  pripadla četrtina s sedežem v sedanjem Soissonsu. 
Klotar se je nato skoraj pol stoletja trudil, da bi ponovno združil Frankovsko kraljestvo. Prva priložnost se mu je ponudila po smrti brata Klodomerja v vojni z Burgundi leta 524, po kateri je prevzel njegov del kraljestva z mestoma  Tours in Poitiers. Leta 531 sta z nečakom Teodebertom I. izvedla uspešen pohod proti Turingom in leta 534 proti Burgundom. Po pohodu sta k svojim posestim priključila del Burgundije.
Ostrogotom je zasegel del sedanje Provanse in leta 542 skupaj z bratom Hildebertom I. izvedel pohod proti Vizigotom. Leta 555 je po smrti nečaka Teodebalda prevzel njegovo ozemlje, leta 558 po smrti brata Hildeberta pa še njegovo, s čimer je postal edini frankovski vladar.

## Družina
Klotar se je poročil pet krat, prvič leta 524 z Gondioko, vdovo po bratu Klodomerju, ki je padel v bitki pri Vézeronceu. Po njeni smrti okoli leta 532 se je poroćil s turinško princeso Radegundo, s katero prav tako ni imel nobenih otrok. Radegunda se je kmalu po poroki umaknila v samostan in bila kasneje razglašena za svetnico. Tretja žena je bila Ingunda, s katero je imel pet sinov – Guntarja, Hilderika, Hariberta, Guntrama in Sigiberta in hčerko Klotsindo. Četrta žena je bila Ingundina sestra Aregunda, s katero je imel sina Hilperika. Zadnja žena je bila Hunsina, s katero je imel sina Hramna.
Hramn se mu je okoli leta 560 uprl. Klotar je upor zatrl in Hramna usmrtil, zaradi česar je imel do smrti slabo vest.

## Smrt in zapuščina
Umrl je v kraljevi palači v sedanjem Compiegneu konec leta 561. Z oporoko je po salijski tradiciji kraljestvo razdelil med svoje sinove, kar je izzvalo novo obsežno državljansko vojno, ki je trajala skoraj pol stoletja. Zmagovalec je bil  Klotar II. Veliki.